# East Carlton
East Carlton – wieś w Anglii, w hrabstwie Northamptonshire, w dystrykcie (unitary authority) North Northamptonshire. Leży 30 km na północ od miasta Northampton i 119 km na północ od Londynu. Miejscowość liczy 270 mieszkańców.